# Hospital de sangre
Un hospital de sangre es un hospital provisional que se sitúa en un punto conveniente cerca del sitio donde se da una acción bélica, y donde se recibe muchas veces a los heridos de uno y otro bando. También se denomina así a algunos hospitales militares, aunque se hallen dentro de población. 

## Características
El origen de estos establecimientos fue la necesidad reconocida de auxiliar pronta y eficazmente a los heridos de una acción que por falta de hospitales morían en gran número y sin socorro ni auxilio alguno. Estos hospitales ambulantes tienen en la guerra un carácter tan sagrado que aun en los momentos de más calor y efervescencia han sido respetados. Se han salvado muchas víctimas desde la creación de estos hospitales y es admirable el cuadro que presentan en los momentos en que a ellos se conduce a los heridos de una acción.
Pertenecieron posteriormente estos establecimientos a la administración militar que debe cuidar de que se hallen bien servidos y a la altura que la caridad y la civilización reclaman, dotados convenientemente del necesario número de médicos, cirujanos, ayudantes y enfermeros, con sacerdotes bastantes para el socorro moral de los enfermos. Las condiciones locales de estos establecimientos deben acomodarse a la misión y destino que se les da no pudiéndolas graduar ni señalar de un modo general y absoluto entrando por mucho las condiciones del país donde se establecen, el número de enfermos que pueden llegar a recibir, el tiempo que han de durar y un sinnúmero de circunstancias especiales que solamente la previsión y el tacto de la misma administración militar pueden graduar.

## Historia en España
En España han tenido los hospitales de sangre un origen digno de ser conocido, que hace por sí solo el elogio de la reina Isabel la Católica. En los escritos y documentos que se conservan en el establecimiento del Buen Suceso consta que reconociendo los Reyes Católicos la necesidad que tenía la corte en sus continuos movimientos y conquistas de un hospital o enfermería donde fuesen prontamente asistidos sus individuos y criados, concibieron el gran pensamiento de fundarlo. Al efecto pidieron desde luego bulas al papa y le agregaron al hospital existente en Roma con el título de La Caridad, dando principio a esta fundación. Se hallaba en el sitio de la ciudad de Baza y la reina hizo separar parte de su alojamiento poniendo camas y recibiendo en él a los heridos a quienes asistía personalmente con muchas de sus damas.

### En la tercera guerra carlista

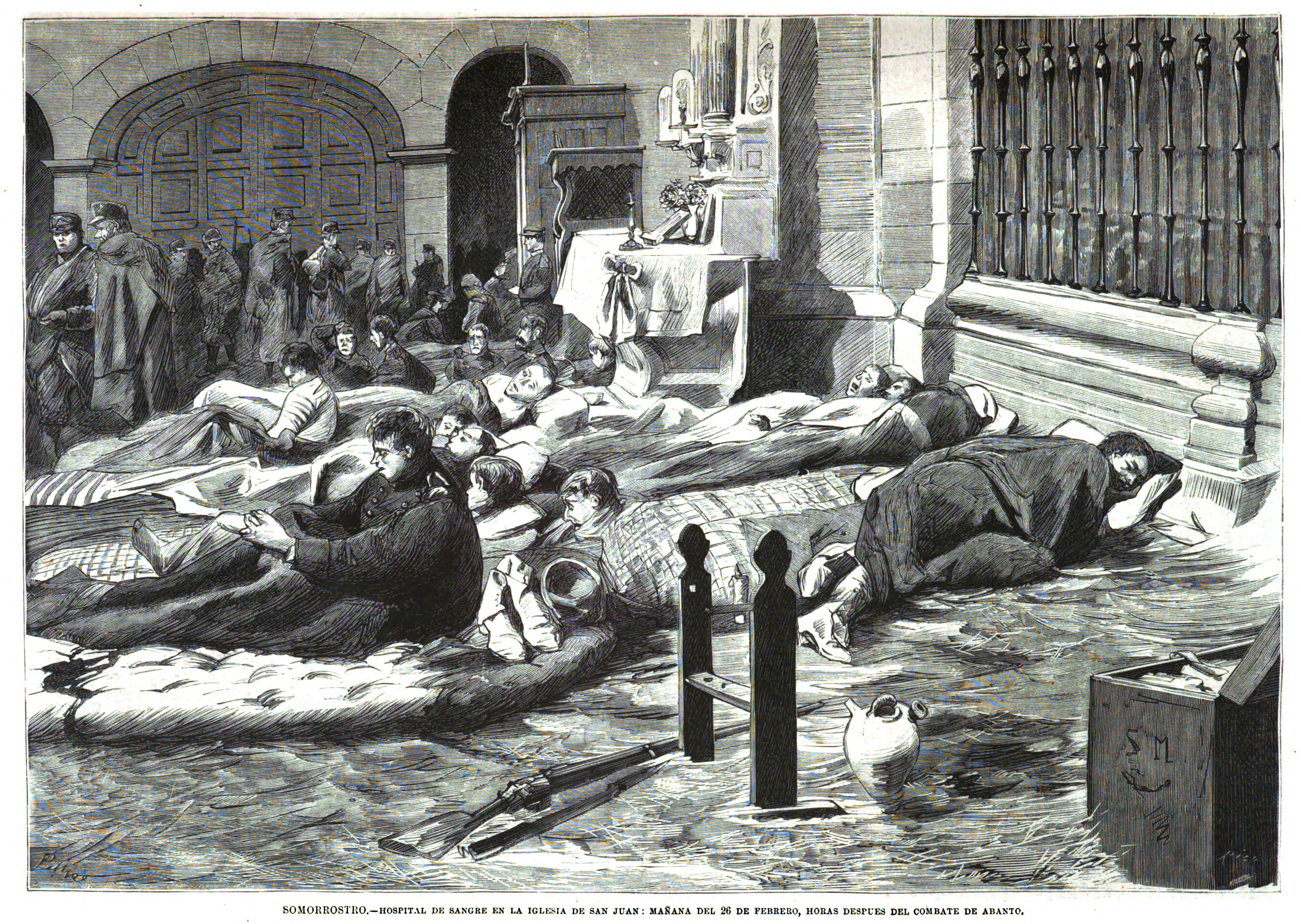
Hospital de sangre en la iglesia de San Juan de Somorrostro durante la tercera guerra carlista

Durante la tercera guerra carlista Concepción Arenal dirigió personalmente el hospital de sangre de Miranda de Ebro, donde se atendía a los heridos de ambos bandos.

### En la Guerra Civil
En la guerra civil española tuvieron existencia, entre otros muchos frentes, en la defensa de Madrid, donde fueron la mayoría de ellos consecuencia de que el ministerio de Sanidad y el Ayuntamiento de Madrid aprobaron que diversos edificios como el Hotel Ritz (en este último muere Buenaventura Durruti el 20 de noviembre de 1936) y el Palace fueran destinados a albergar sendos hospitales de Sangre.